# St. Maria (Ellenried)

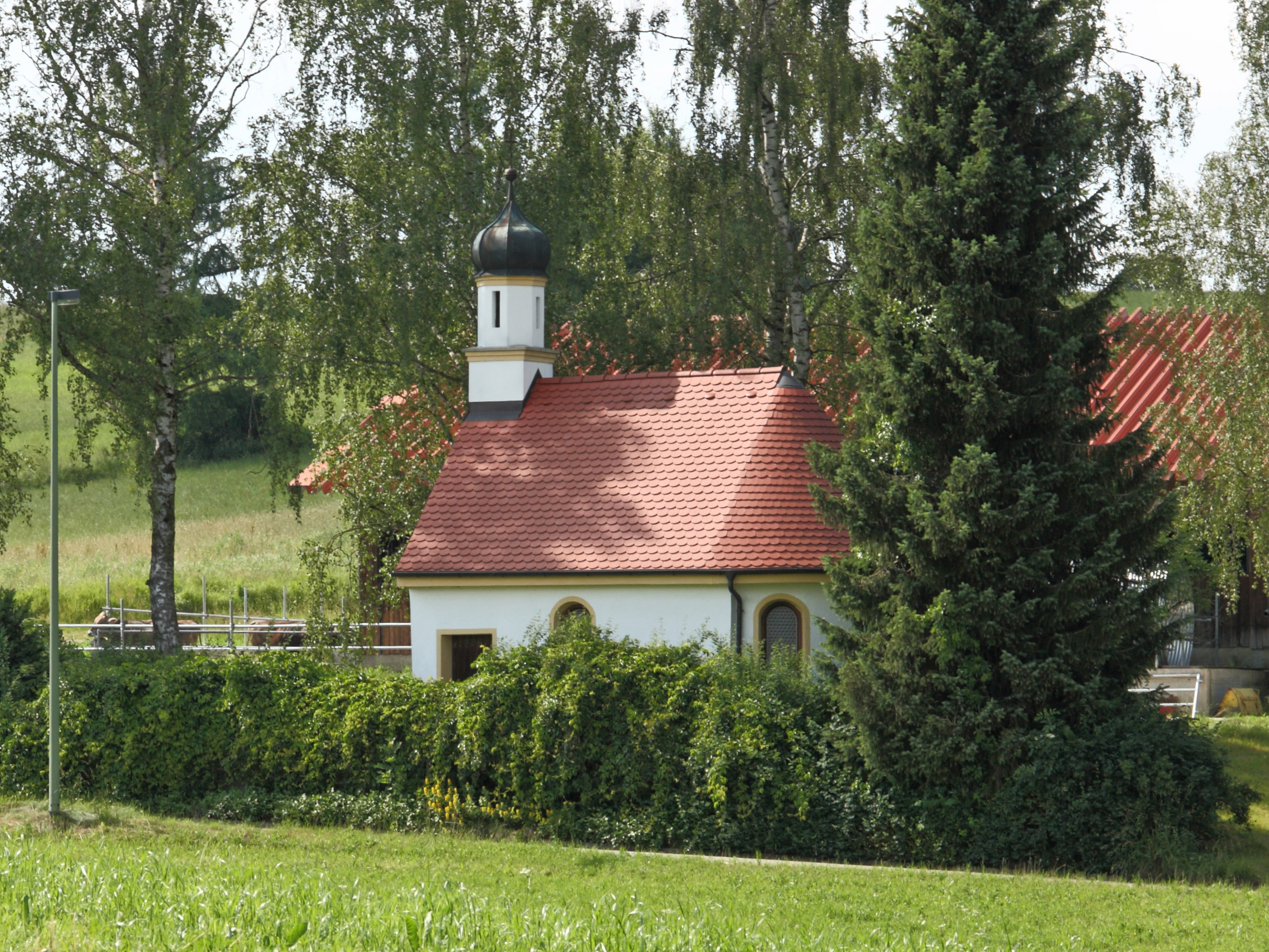
Südostansicht

St. Maria ist eine römisch-katholische Kapelle im oberschwäbischen Ellenried, einem Ortsteil von Eppishausen. Sie wurde 1831 erbaut und besitzt eine leicht eingezogene Apsis. Der flachgedeckte Raum hat an beiden Längsseiten und beiderseits der Apsis je ein Rundbogenfenster. Am Westende der Südwand befindet sich eine Rechtecktür. Ein Dachreiter über dem Westgiebel hat ein quadratisches Untergeschoss mit einem profilierten Gesims. Das achteckige Obergeschoss besitzt an den Hauptseiten Rechtecköffnungen und ein profiliertes Gesims. Die Zwiebelhaube ist mit Blech gedeckt.
Der barockisierende, hölzerne Altar stammt aus der zweiten Hälfte des 19. Jahrhunderts. Er ist marmoriert und trägt am Antependium ein geschnitztes Rocaille-Kreuz. Der Aufsatz besteht aus einer Rundbogennische mit einer neugotischen Muttergottesfigur, die von korinthischen Säulenpaaren flankiert wird. Das Kruzifix an der Nordwand aus Holz ist gefasst und wurde in der zweiten Hälfte des 18. Jahrhunderts geschaffen.